# 平洛龙凤桥
平洛龙凤桥，位于中国甘肃省康县，为一个省级文物保护单位，类型为古建筑。
平洛龙凤桥的历史年代为明代。